# زهرة الدم القانية
زهرة الدم القانية (الاسم العلمي: Haemanthus sanguineus) هي نوع من النباتات تتبع جنس زهرة الدم من فصيلة النرجسية. تم وصف هذا النوع من النبات علمياً لأول مرة من قبل نيكولاس جوزيف فون جاكوين سنة 1804.

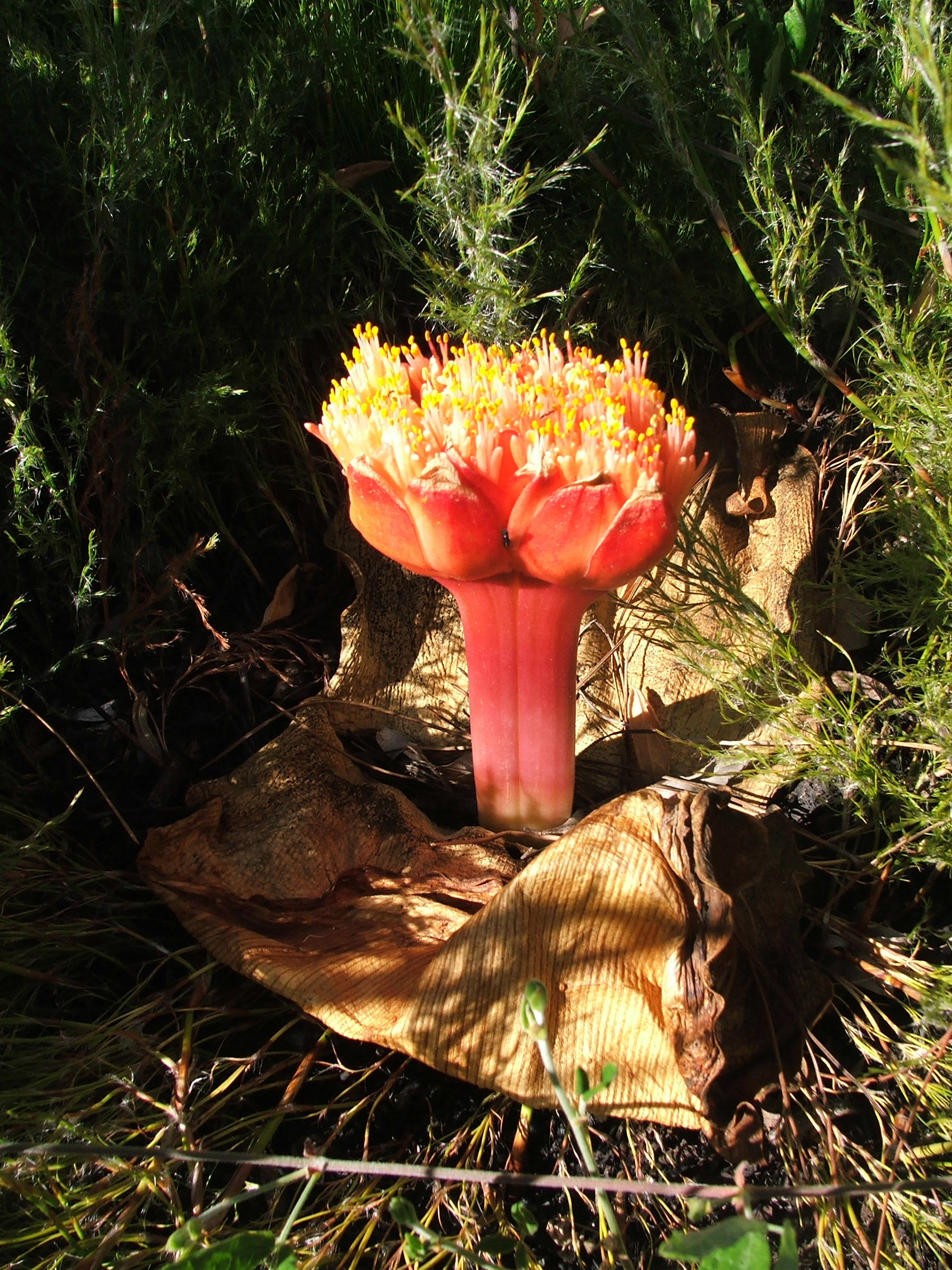
The inflorescence
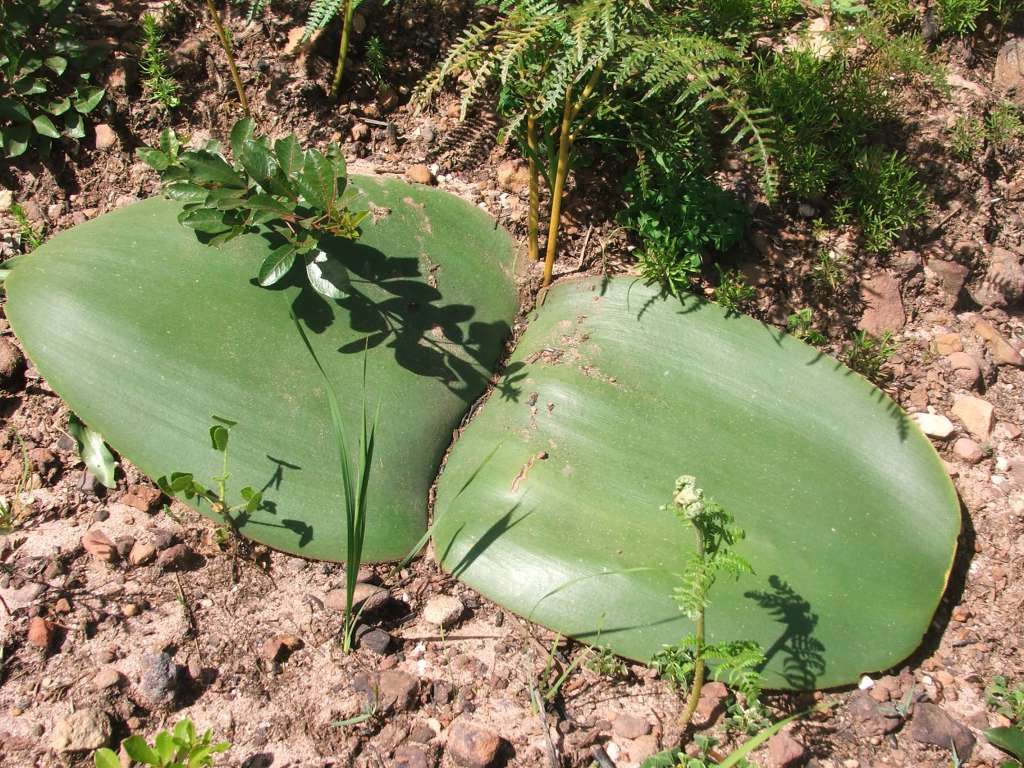
The flat, rounded leaves